# Racek kalifornský
Racek kalifornský (Larus livens) je středně velký severoamerický druh racka ze skupiny velkých bělohlavých racků rodu Larus.

## Popis
Dospělí ptáci se podobají racku západnímu (Larus occidentalis), s nímž byl dříve tento druh spojován, liší se však žlutýma nohama. Mají bílou hlavu, tělo a ocas, černošedý hřbet a křídla s černými špičkami a bílými skvrnami u špiček krajních 1–2 letek; zobák je žlutý s červenou páskou na špičce. I v prostém šatu mají bílou hlavu, nanejvýš s velmi jemným tmavším proužkováním. Mladí ptáci jsou celkově hnědě zbarvení, se světlou hrudí, břichem a kostřecem.

## Výskyt
Racek kalifornský hnízdí pouze na Kalifornském poloostrově, celková světová populace činí 3 600 párů v pouhých 11 koloniích. Zimuje na poloostrově, část ptáků se rozptyluje na sever po Salton Sea.